# Anisostena texana
Anisostena texana es una especie de insecto coleóptero de la familia Chrysomelidae. Fue descrita científicamente por primera vez en 1933 por Schaeffer.